# دیدارهای فوتبال ایران و اندونزی
تیم ملی ایران و تیم ملی اندونزی تاکنون ۶ بار در مقابل یکدیگر قرار گرفته‌اند. حاصل این بازیها، ۵ پیروزی برای ایران، و ۱ تساوی بوده است. 
در این بازیها جمعاً ۱۹ گل به ثمر رسیده است که سهم ایران ۱۶ گل و سهم اندونزی ۳ گل میباشد.

## نخستین بازی
نخستین بازی بین این دو تیم در تاریخ ۲۵ آذر ۱۳۴۵ از سری مسابقات بازی‌های آسیایی ۱۹۶۶ برگزار شد که با نتیجه ۱ بر ۰ به سود تیم ملی ایران تمام شد.

## بهترین برد
بهترین برد تیم ملی ایران در برابر تیم ملی اندونزی کسب نتیجه ۵ بر ۰ میباشد که در سال ۱۴۰۲ حاصل شده است.

## فاصله بین بردها
تیم ملی ایران تجربه کسب برد در چهار بازی متوالی در برابر تیم ملی اندونزی را دارد

## بررسی کلی بازی‌ها
| بردهای ایران   | ۵ بازی |               | گل‌های ایران | ۱۶گل                             |        | بازی‌های برگزار شده در ایران | ۱ بازی |
| مساوی          | ۱ بازی | گل‌های اندونزی | ۳ گل        | بازی‌های برگزار شده در کشور بی‌طرف | ۳ بازی |                             |        |
| بردهای اندونزی | ۰ بازی |               |             | بازی‌های برگزار شده در اندونزی    | ۲ بازی |                             |        |
| مجموع بازی‌ها   | ۶ بازی | مجموع گل‌ها    | ۱۹ گل       | مجموع بازی‌ها                     | ۶ بازی |                             |        |

## عنوان بازی‌ها
| #   | عنوان بازی              | تعداد بازی | برد ایران | برد اندونزی | مساوی |
| --- | ----------------------- | ---------- | --------- | ----------- | ----- |
| ۱   | مقدماتی جام جهانی       | ۲          | ۲         | -           | -     |
| ۲   | بازی‌های آسیایی          | ۲          | ۱         | -           | ۱     |
| ۳   | مقدماتی جام ملت‌های آسیا | ۱          | ۱         | -           | -     |
| ۴   | دوستانه                 | ۱          | ۱         | -           | -     |
| جمع | جمع                     | ۶          | ۵         | -           | ۱     |

## میزبان و میهمان
| بازی‌هایی که در ایران برگزار شده است       | بازی‌هایی که در ایران برگزار شده است | بازی‌هایی که در ایران برگزار شده است | بازی‌هایی که در ایران برگزار شده است |
| تیم                                       | برد                                 | مساوی                               | باخت                                |
| ----------------------------------------- | ----------------------------------- | ----------------------------------- | ----------------------------------- |
| ایران                                     | ۱                                   | ۰                                   | ۰                                   |
| اندونزی                                   | ۰                                   | ۰                                   | ۱                                   |
| بازی‌هایی که در اندونزی برگزار شده است     |                                     |                                     |                                     |
| تیم                                       | برد                                 | مساوی                               | باخت                                |
| ایران                                     | ۲                                   | ۰                                   | ۰                                   |
| اندونزی                                   | ۰                                   | ۰                                   | ۲                                   |
| بازی‌هایی که در کشوری بی‌طرف برگزار شده است |                                     |                                     |                                     |
| تیم                                       | برد                                 | مساوی                               | باخت                                |
| ایران                                     | ۲                                   | ۱                                   | ۰                                   |
| اندونزی                                   | ۰                                   | ۱                                   | ۲                                   |

## فهرست کلی بازی‌ها
| # | تاریخ      | نتیجه بازی          | شهر / ورزشگاه                        | عنوان بازی‌ها                 | گلزنان                                                                   |
| - | ---------- | ------------------- | ------------------------------------ | ---------------------------- | ------------------------------------------------------------------------ |
| ۶ | ۱۴۰۲/۱۰/۱۹ | ایران ۵ - ۰ اندونزی | الریان، قطر، زمین تمرین الریان       | دوستانه                      | قدوس (۳) - چشمی (۲۲) - مغانلو (۳۶) - قایدی (۸۷-۷۰)                       |
| ۵ | ۱۳۹۰/۸/۲۴  | اندونزی ۱ - ۴ ایران | جاکارتا، اندونزی، ورزشگاه بونگ کارنو | مقدماتی جام جهانی ۲۰۱۴       | میداوودی (۷) – جباری (۲۱) – رضایی (۲۵) – نکونام (۷۳-پ) ** پامونگکاس (۴۴) |
| ۴ | ۱۳۹۰/۰۶/۱۱ | ایران ۳ - ۰ اندونزی | تهران، ایران، ورزشگاه آزادی          | مقدماتی جام جهانی ۲۰۱۴       | نکونام (۵۳ و ۷۴) – تیموریان (۸۷)                                         |
| ۳ | ۱۳۶۳/۰۵/۲۲ | اندونزی ۰ - ۱ ایران | جاکارتا، اندونزی، ورزشگاه سینایان    | مقدماتی جام ملت‌های آسیا ۱۹۸۴ | محمدخانی (۷۸)                                                            |
| ۲ | ۱۳۴۹/۰۹/۱۹ | ایران ۲ - ۲ اندونزی | بانکوک، تایلند، تاروا استادیوم       | بازی‌های آسیایی ۱۹۷۰          | آشتیانی (۳۷) – شرفی (۷۷) سونترو (۷۱) – ادریس (۸۳)                        |
| ۱ | ۱۳۴۵/۰۹/۲۲ | ایران ۱ - ۰ اندونزی | بانکوک، تایلند، تاروا استادیوم       | بازی‌های آسیایی ۱۹۶۶          | بهزادی (۲۷)                                                              |

مسابقات دوستانه غیر رسمی
| # | تاریخ    | نتیجه بازی                  | شهر / ورزشگاه      | عنوان بازیها | گلزنان                                                                                         |
| - | -------- | --------------------------- | ------------------ | ------------ | ---------------------------------------------------------------------------------------------- |
| - | ۱۳۸۹/۳/۵ | ایران ۵ - ۰ امید اندونزی(۱) | کرج، ایران، انقلاب | بازی دوستانه | فریدون زندی (۵۴ و ۸۹) – اندرو سیوانتو (۲۰ ـ گل به خودی) آرش برهانی (۶۷) – محمدرضا خلعتبری (۷۲) |

۱-این بازی در اصل با تیم امید اندونزی بوده است و جزو بازیهای رسمی فیفا محسوب نمی‌شود.

## گلزنان
۱۶ بازیکن ایرانی با پیراهن تیم ملی ایران موفق به زدن گل به تیم ملی اندونزی شده‌اند که جواد نکونام با زدن ۳ گل بهترین گلزن ایران در تاریخ جدالهایش با تیم ملی اندونزی است

### گلزنان تیم ملی ایران
- ۳ گل: جواد نکونام
- ۲ گل: فریدون زندی - مهدی قایدی
- ۱ گل: غلامرضا رضایی – مجتبی جباری – میلاد میداوودی – آندرانیک تیموریان – محمدرضا خلعتبری – آرش برهانی – ناصر محمدخانی – اصغر شرفی – ابراهیم آشتیانی – همایون بهزادی - سامان قدوس - روزبه چشمی - شهریار مغانلو
  - یک گل تیم ملی ایران نیز توسط اندرو سیوانتو بازیکن تیم اندونزی به ثمر رسیده است

### گلزنان تیم ملی اندونزی
- ۱ گل: بامبانگ پامونگکاس – سوتجیپتو سونترو – اسوادی ادریس